# Janni Goslinga
Janni Goslinga (Rotterdam, 9 mei 1969) is een Nederlands toneel-, televisie- en filmactrice.

## Werk
Sinds 1989 is Goslinga vast verbonden aan het ensemble van Toneelgroep Amsterdam (vanaf 2018 Internationaal Theater Amsterdam/ITA).
Ze werkte mee aan de dramaserie Ernstige Delicten, waarvan de VARA tussen 2002 en 2004 drie seizoenen uitzond. Goslinga speelde echter alleen in de eerste twee mee, in het laatste seizoen nam Saskia Temmink haar plaats in. Daarna speelde ze in films als Zwartboek (2006), de telefilm HannaHannah (2007) als Trea, en Hoe overleef ik mezelf? (2008) als Heleen Hereema, naar de boeken van Francine Oomen.
Ze speelde ook de vriendin van Max (Theo Maassen) in de film Doodslag (2012). Tweemaal was ze te zien in Flikken Maastricht. In 2012 als zuster Serafine en in 2021 als Daphne van Boetzelaar.
In 2016 had ze een gastrol in Centraal Medisch Centrum. In het najaar van 2018 vertolkte ze de rol van Daphne in de film All You Need Is Love. In 2022 was ze zien als het personage Alinde van de Brink in de KRO-NCRV-serie Sihame en als therapeute Trees in de bioscoopfilm Zee van tijd. In 2024 speelde ze het personage Fiek Smit, gebaseerd op Bénédicte Ficq, in de Videoland-serie PATTY. Ook speelt Goslinga sinds 2023 de rol van Esmé in de serie Oogappels. In mei 2025 vertolkte ze de rol van Annet in de serie Eén grote familie.
Daarnaast was Goslinga te zien in reclames van De Hypotheker en Unox.

## Prijzen
- In 2008 kreeg Goslinga een Colombina voor haar rol in A streetcar named desire.
- In 2022 werd haar de Mary Dresselhuys Prijs toegekend.

## Toneelgroep Amsterdam

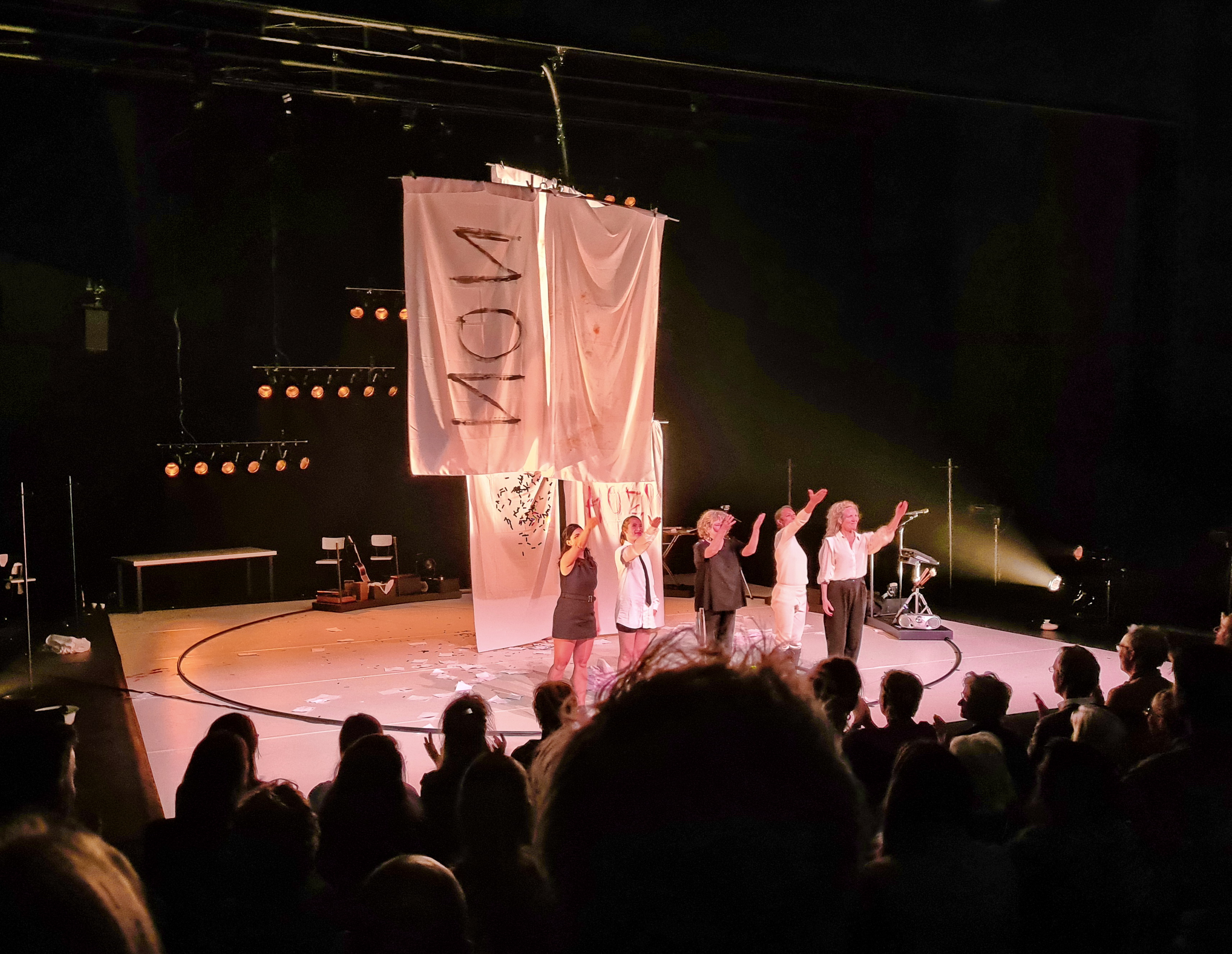
Janni Goslinga (rechts) in De jaren (2024)

Bij Toneelgroep Amsterdam/ITA vertolkte Goslinga rollen in de volgende producties:
- 1994: Ilias
- 1996: Prometheus
- 1996: Streetcar
- 1996: Srebrenica!
- 1996: Voorjaarsontwaken
- 1996: Licht
- 1997: Een soort hades
- 1997: De Meisjeskamer
- 1997: Zinsbegoocheling
- 1998: Herakles
- 1998: Closer
- 1999: Oom Wanja
- 1999: Angst en ellende in het rijk van kok
- 2000: Stalker
- 2000: Zonder Titel
- 2000: Ruigoord (deel 2)
- 2001: True Love
- 2001: Mind the gap
- 2002: Con Amore
- 2003-'15: Othello
- 2003: In two minds
- 2003: Drie Zusters
- 2003-'14: Rouw siert Electra
- 2004: Romeo en Julia
- 2005-'08: Perfect Wedding
- 2005: Denne
- 2006: Huis van de toekomst
- 2005-'19: Scènes uit een huwelijk, naar de gelijknamige film van Ingmar Bergman
- 2007-'18: Romeinse Tragedies, marathon van 3 stukken van Shakespeare
- 2008-'09: A streetcar named desire
- 2009-'11: a-k-o
- 2009-'11: Antonioni project, naar een drietal films van Michelangelo Antonioni
- 2009-'11: Glengarry Glen Ross
- 2010: Zomertrilogie
- 2010-'13: Al mijn zonen
- 2011-'14: De Russen!
- 2011-'13: In Ongenade
- 2011-'16: Kreten en gefluister, naar de gelijknamige film van Ingmar Bergman
- 2012: Nora (of Een poppenhuis)
- 2013: De meeuw
- 2013: Opening Night, naar de gelijknamige film van John Cassavetes
- 2014: De Pelikaan
- 2014-'15: De Entertainer
- 2015: Koningin Lear, bewerking van King Lear
- 2015-'18: Kings of war, marathon van 3 stukken van Shakespeare
- 2016: Liliom
- 2016-'17: The Fountainhead, naar het gelijknamige boek van Ayn Rand
- 2016-'18: De dingen die voorbijgaan, naar de gelijknamige roman van Louis Couperus
- 2017-'18: Uit het leven van marionetten, naar de gelijknamige film van Ingmar Bergman
- 2017-'18: Ibsen Huis

... [ontbrekende gegevens]
- 2022-'23: Bloedbruiloft, van Federico García Lorca
- 2022-'24: De dokter
- 2022-'24: De jaren, naar het gelijknamige boek van Annie Ernaux (coproductie HNT/ITA).